# Júlio Alves
Pour les articles homonymes, voir Alves (homonymie) et Regufe.
Júlio Regufe Alves est un footballeur portugais né le 29 juin 1991 à Póvoa de Varzim. Il évolue au poste de milieu.
Il est le frère cadet de Bruno Alves et de Geraldo Alves.

## Biographie
Il est finaliste de la Coupe du monde de football des moins de 20 ans 2011.

## Palmarès

### En sélection
- Finaliste de la Coupe du monde des moins de 20 ans en 2011